# Dojo nantais
 (mars 2024).
Le Dojo nantais est un club d'art martial, situé à Nantes dans le département de Loire-Atlantique.

## Historique
Créé en 1957 par Charles Hervé, le Dojo nantais, est l’un des tout premiers clubs de judo à Nantes,.

## Présentation
Actuellement[Quand ?] présidé par Renaud Brossard depuis 2019, le club a joué un rôle de premier plan dans le développement du judo dans la région de Nantes. Le Dojo nantais est actuellement[Quand ?] le 2e plus grand club de France en nombre de licenciés à la Fédération française de judo, jujitsu, kendo et disciplines associées avec près de 1 200 licenciés.
Le club excelle particulièrement dans les catégories de jeunes, et a vu émerger de grands athlètes, dont la renommée multi-médaillée Barbara Harel, qui a commencé sa carrière sur les tatamis de la salle Coidelle.

## Disciplines
Le Dojo nantais propose 6 disciplines liés à la Fédération française de judo, jujitsu, kendo et disciplines associées (FFJDA) :
- judo ;
- sport chanbara ;
- kendo ;
- ju-jitsu ;
- jiu-jitsu brésilien ;
- taïso, discipline sportive associée à un art martial ;

et une discipline lié à la Fédération française d'aïkido, aïkibudo, kinomichi et disciplines associées (FFAAA) :
- aïkido.

## Salles
- Dojo du Petit Port
- Gymnase Armand Coidelle
- Dojo des Batignolles
- Gymnase du Breil-Malville
- École Saint Nicolas
- École Notre Dame de Lourdes

## Récompenses

### Club labellisé
Le Dojo Nantais a obtenu le Label Club Or France Judo 2024 décerné par la FFJDA.
Le Dojo Nantais a obtenu le Label Para Judo 2024 décerné par la FFJDA.
Le Dojo Nantais a obtenu le Label Club Argent France Judo 2023 décerné par la FFJDA. Ce label vise à récompenser les clubs les plus vertueux et les plus engagés en valorisant leur activité et leur dynamique autour des thématiques suivantes : 
- le projet club ;
- la dynamique du club ;
- l'activité et l'offre sportive ;
- l'encadrement et la formation[6].

## Historique des présidents
- depuis 2019 : Renaud Brossard

## Liens
- Site Officiel du Dojo Nantais
- Site fédéral FFJudo du Dojo Nantais
- Fiche club Dojo Nantais sur FFJudo